# Vittorio Salvetti
Vittorio Salvetti (n. 6 iunie 1937, Cremona, Lombardia, Regatul Italiei – d. 19 octombrie 1998, Padova, Italia) este un moderator de televiziune italian.